# 프르조알러
프르조알러(루마니아어: pârjoală, 복수: pârjoale 프르조알레[*])는 루마니아와 몰도바의 고기 완자이다. 키프테아보다 크고 길쭉하며, "몰도바식 고기 완자"라는 뜻의 프르조알러 몰도베네아스커(루마니아어: pârjoală moldovenească, 복수: pârjoale moldovenești
 프르조알레 몰도베네슈티[*])로도 불린다.

## 이름
루마니아어 "프르조알러(pârjoală)"의 어원은 "갈비"를 뜻하는 튀르키예어 "피르졸라(pirzola)"이다. 불가리아어 "퍼르졸라(пържола)"를 거쳐 차용되었다.

## 만들기
다진 쇠고기나 돼지고기를 달걀, 적셔 간 빵, 감자, 허브, 향신료와 섞어 둥글게 굴린 다음 기름에 튀겨 낸다. 빵가루를 입혀 튀기기도 한다.

## 같이 보기
- 키프테아
- 페리쇼아러